# 1984 (roman)
 For alternative betydninger, se 1984 (flertydig). (Se også artikler, som begynder med 1984)
1984 (originaltitel Nineteen Eighty-Four) er en dystopisk roman skrevet af den engelske forfatter George Orwell og udgivet i 1949. Romanen foregår i 1984 og fokuserer på et undertrykkende, totalitært regime. Bogen handler om en tilsyneladende ubetydelig mand, Winston Smith, som er ansat af staten til at omskrive historiske dokumenter og derved fremme propaganda og hans forsøg på at gøre oprør mod den totalitære stat, han bor i.
Romanen er berømt for sin skildring af overvågning og statens stigende indgreb på individets rettigheder. Siden dens udgivelser er udtryk og begreber som Store Broder og orwellsk udbredt til at beskrive handlinger eller organisationer, der minder om det totalitære samfund, som romanen beskriver. Den er på listen over de hundrede bedste moderne romaner som nr. 13 på redaktørernes liste og nr. seks på læsernes. I 2003 blev den nummer otte på BBC's liste The Big Read. I 1989 var den oversat til 65 sprog - flere end nogen anden engelsk roman. 

## Baggrund
Orwell skrev det meste af romanen på den skotske ø Jura fra 1947 til 1948 på trods af en alvorlig tuberkulose. Den 4. december 1948 sendte han det færdige manuskript til forlaget Secker and Warburg, og romanen udkom den 8. juni 1949.

## Romanen

### Titel
Oprindeligt ville Orwell have kaldt romanen The Last Man in Europe, men hans forlægger, Fredric Warburg, foreslog en ændring af markedsføringsmæssige grunde – hvilket Orwell gik med til. Grunden til dens nuværende titel kendes ikke helt præcist. Måske byttede Orwell blot rundt på de to sidste tal i det år, hvori han skrev bogen (1948), som angivet i en engelsk udgave af Kammerat Napoleon. Eller han henviser muligvis til 100-året for den britiske socialistiske intellektuelle organisation The Fabian Society, der blev grundlagt i 1884. Måske henviste han til Jack Londons roman Jernhælen (originaltitel The Iron Heel), hvori den politiske bevægelse når sin magts tinder i 1984, til G.K. Chestertons The Napoleon of Notting Hill (der også foregår i 1984) eller til et digt af hans første hustru, Eileen O'Shaughnessy, End of the Century, 1984.

### Orwells inspiration
I sit essay Why I Write siger Orwell lige ud, at stort set alt hvad han har skrevet siden Den spanske borgerkrig i 1936 direkte eller indirekte har været imod totalitarismen og for den demokratiske socialisme. Man kan derfor opfatte 1984 som en advarsel mod totalitarismen og især mod de mennesker, som hævder, at de forsvarer og støtter revolutionen, mens de reelt forråder den. Men som mange litteraturkritikere har påpeget, skal romanen ikke opfattes som en kritik af socialismen som sådan, kun af totalitarismen.
Orwell havde allerede givet udtryk for sin mistro til totalitarismen og revolution, der blev forrådt, i værker som Hyldest til Catalonien (originaltitel Homage to Catalonia) og Kammerat Napoleon (originaltitel Animal Farm). Romanen En mundfuld frisk luft (originaltitel Coming up for Air) hylder individets frihed, som netop er gået tabt i 1984.
Engsoc mere end blot ligner Stalin-regimet i Sovjetunionen.
Orwell baserede meget af Oceanien på Sovjetunionen under Stalin. De To Minutters Had er f.eks. baseret på stalinismens dæmonisering af dens fjender og rivaler, og beskrivelsen af Store Broders udseende minder fysisk om Stalin. Partiets store fjende, Emmanuel Goldstein ligner Lev Trotskij, både udseendemæssigt, og fordi de begge er jøder.
Michael Shelden, der har skrevet Orwells biografi, påpeger flg. påvirkninger: den edwardianske verden i barndommens Henley er model for det "Gyldne Land"; mobningen på St. Cyprian's er model for offerets følelser for bødlen; Orwells oplevelser i Imperial Indian Police i Burma og censuren i BBC er model for den autoritære magt. Af særlige litterære påvirkninger nævner Shelden Arthur Koestlers roman Mørke midt på dagen (originaltitel Darkness at Noon). Koestler var en af Orwells nære venner, og de to noveller har ligheder i plot som personkreds. Også essaysamlingen Yogien og kommissæren (originaltitel The Yogi and the Commissar), Jack Londons Jernhælen, Aldous Huxleys Fagre nye Verden, russeren Jevgenij Zamjatins roman Vi (som Orwell læste i 1940'erne) og James Burnhams The Managerial Revolution kan have inspireret Orwell.
Orwells arbejde under den 2. verdenskrig for BBC's oversøiske tjeneste, der på det tidspunkt blev styret af The Ministry of Information, var bl.a. inspirationen til Ministeriet for Sandhed.
Verden i 1984 afspejler adskillige sider af det sociale og politiske liv i datidens Storbritannien og USA. Orwell skal have sagt, at bogen beskrev situationen i Storbritannien i 1948, som han så den, da økonomien var dårlig, og hvor det britiske imperium var ved at gå i opløsning samtidig med, at aviserne skrev om imperiets triumfer, og hvor krigstidens allierede som eksempelvis Sovjetunionen, var ved at blive fredstidens fjender ("Oceanien var i krig med Eurasien; Oceanien havde altid været i krig med Eurasien").
På mange måder er Oceanien et billede på, hvad det britiske imperium kunne forvandle sig til i fremtiden (selvom Orwell omhyggeligt påpeger, at Oceanien geografisk også omfatter bl.a. USA, og at valutaen er dollar). Som navnet antyder, at Oceanien en flådemagt. Meget af landets militarisme går ud på at hylde sømændene om bord på de "flydende fæstninger" (som Orwell så som videreudviklingen af 1. verdenskrigs slagskibe og 2. verdenskrigs hangarskibe), og en stor del af kampene i bogen finder sted som led i forsvaret af Indien, juvelen i det britiske imperium.
Partiets avis er The Times, der på Orwells tid (og til en vis grad også i dag) var talerør for den britiske herskende klasse (man skulle have forventet en avis, der fra begyndelsen havde været revolutionspartiets avis som Pravda i Sovjetunionen).
O'Brien fra Partiet ligner på mange måder et medlem af den gamle britiske herskende klasse – Winston Smith ser ham som er person, der tidligere ville have brugt snustobaksdåse, dvs. som en gammeldags engelsk adelsmand.
Orwell kan også have brugt en parodi på katolicismens dogmer som inspiration. For eksempel kan "Store Broder" ses som en parodi på katolikkernes "Himmelske Fader". Orwells Store Broder er en altseende, alvidende figur, som er Oceaniens herskende klasses ultimative autoritet. Orwell antyder, at Store Broder nok slet ikke er til. På samme måde som nogle af de mere esoteriske katolske dogmer ofte kræver, at den troende ser bort fra, hvad hans sanser ellers måtte sige ham, kræver dobbelttænkning, at man skal fravælge fornuften til fordel for troen.[kilde mangler]
Bogen er filmatiseret under samme titel "1984" og desuden i en mere fri fortolkning i filmen Brazil af Terry Gilliam. Terry Gilliam overvejede faktisk titlen "1984½" i stedet for "Brazil".

## Verden i1984
Romanen handler om Winston Smith og hans tilsyneladende ensomme kamp mod den korrumperede virkelighed i hans verden – deraf romanens oprindelige arbejdstitel The Last Man in Europe. Bogen er delt op i tre dele. Første del handler om verden i 1984 set med Winstons øjne, anden del handler om hans forbudte seksuelle forhold til Julia og hans iver for at gøre oprør mod Partiet, og tredje del handler om hans tilfangetagelse og tortur.
Verden i 1984 har slående lighedspunkter med Sovjetunion under Stalin og Hitlers nazi-Tyskland. Der er tematiske lighedspunkter: revolutionen, der blev forrådt (som Orwells Kammerat Napoleon også handler om); individets underordnen sig Partiet; den skarpe opdeling mellem Inderpartiet, Yderpartiet og alle andre. Der er også andre direkte paralleller: tilbedelsen af Store Broder kan sammenlignes med tilbedelsen af diktatorer som Stalin og Hitler; "glædeslejre", der er en reference til koncentrationslejre og gulag; "Tankepolitiet", der minder om Gestapo eller NKVD; den daglige gymnastik som i de nazistiske propagandafilm; og "Ungdomsligaen", der er som Hitlerjugend og Pionererne i Sovjetunionen.
Som i Hitlers og Stalins totalitære regimer er der også udstrakt og institutionaliseret brug af propaganda.

### Handlingen
Winston Smith, som er medlem af Yderpartiet, bor i ruinerne af London, i Luftbasis 1 – en af frontprovinserne i superstaten Oceanien. Han voksede op i efterkrigstidens Storbritannien, under revolutionen og borgerkrigen. Efter at hans forældre forsvandt under borgerkrigen, blev han opsamlet af den voksende Engsoc-bevægelse ("Engsoc" er Nysprog for "Engelsk Socialisme") og anbragt på et børnehjem og senere givet arbejde i Yderpartiet.
Winston frister en elendig tilværelse i en 1-værelses i Victory Mansions og lever af sort brød, syntetisk mad fra kantinen på sit arbejde, og dårlig "Sejrsgin". Han er ulykkelig og fører en ulovlig dagbog, hvori han nedfælder sine negative tanker om Partiet. Sammen med hans i øvrigt underlige opførsel ville denne dagbog, hvis den blev opdaget, føre til tortur og død i hænderne på Tankepolitiet, der har installeret teleskærme i alle hjem og på offentlige steder, ligesom det har mikrofoner og spioner over alt for at afsløre tankeforbrydere, som kan være potentielle trusler mod Partiet.
Ministeriet for Sandhed har total kontrol med alle medier i Oceanien, og Winston arbejder i ministeriets Historiske Afdeling med at redigere historiske oplysninger, så de altid stemmer overens med Partiets version af historien. Da nutidens hændelser hele tiden påvirker opfattelsen af fortiden, er det et arbejde, der aldrig ophører.
Selvom Winston kan lide sit arbejde, især den intellektuelle udfordring i at opfinde en historisk oplysning fra bunden, er han også fascineret af den rigtige fortid, og han prøver ivrigt at finde ud af mere om den forbudte sandhed. I Ministeriet for Sandhed møder han Julia, som reparerer de maskiner, der skriver romaner, og de to indleder et ulovligt forhold. De mødes jævnligt ude i naturen (væk fra overvågningen) eller i et værelse over en antikvitetsbutik i proletarernes del af byen. Butikkens ejer fortæller Winston om den mystiske før-revolutionære fortid og sælger ham ting fra den periode, ligesom han ulovligt udlejer værelset til Winston. Julia og Winston synes deres nye skjulested er et paradis, da der ikke er nogen teleskærm, og de tror derfor, at de er aldeles alene og i sikkerhed.
Som deres forhold udvikler sig, begynder Winstons synspunkter at ændre sig, og han begynder at sætte spørgsmålstegn ved Engsoc. Uden at de (eller læseren) ved det, bliver Winston og Julia overvåget af Tankepolitiet. Da O'Brien fra Inderpartiet henvender sig, tror Winston, at han har fået kontakt med modstandsbevægelsen, "Broderskabet", der bekæmper Partiet. O'Brien giver Winston et eksemplar af Bogen, som er en skarp kritik af Engsoc, og som Winston tror er skrevet af afvigeren og lederen af "Broderskabet", Emmanuel Goldstein.
Til sidst bliver Winston og Julia arresteret af Tankepolitiet (det viser sig, at der i deres skjulested alligevel var gemt en teleskærm), og de afhøres hver for sig i Ministeriet for Kærlighed, hvor regimets modstandere tortureres og henrettes. O'Brien er der og afslører for Winston, at han er blevet bragt dertil for at blive "helbredt" for sit had til Partiet, og O'Brien torturerer Winston. Under torturen forklarer O'Brien, hvad den endeløse verdenskrig går ud på, og at formålet med torturen ikke er af få Winston til at tilstå et eller andet men at få Winston til at tænke anderledes.
Det opnås ved en kombination af tortur og elektrochok, indtil O'Brien mener, at Winston nu er "helbredt". Til sidst sendes Winston til værelse 101, det mest frygtede sted i Ministeriet for Kærlighed, hvor fangerne oplever det, de frygter mest i hele verden, som et sidste led i deres "genopdragelse". Da Winston er dødsensangst for rotter, får han et bur med to rotter placeret på sit ansigt, så rotterne kan æde det, når buret åbnes. Winston skriger, at de skal gøre det mod Julia i stedet, og han bryder således sit løfte om at være trofast mod hende.
Ved romanens slutning mødes Winston og Julia igen, men deres følelser for hinanden er blevet ødelagt. Winston er blevet alkoholiker, og han er klar over, at han på et tidspunkt vil blive slået ihjel. Det eneste Winston havde holdt fast i var sit had til Store Broder; et had, han opfattede som sin sejr over Partiets i øvrigt absolutte magt. Men torturen og "omprogrammeringen" har været en succes, for Winston er nu klar over, at "[h]an elskede Store Broder!".
Til sidst i romanen er der er et tillæg om Nysprog, som er det kunstige sprog, der gradvist skal begrænse muligheden for at tænke uortodokse tanker. Tillægget har karakter af et videnskabeligt essay. Nogle kritikere opfatter dette som et håb for verden, idet de anfører, at det totalitære regime er beskrevet som "fortid". Benstead, Pynchon

### Den historiske baggrund for romanen
I romanen får man ikke den fulde historie om, hvordan verden i 1984 blev til. Ud fra Winstons erindringer og hvad han læser i Bogen kan man udlede, at der på et eller andet tidspunkt efter 2. verdenskrig udbrød en borgerkrig i Storbritannien, som endte med at blive en del af den nye verdensmagt Oceanien. På nogenlunde samme tid ekspanderede Sovjetunionen ind på det europæiske kontinent og oprettede Eurasien. Den tredje verdensmagt, Østasien, der omfattede østasiatiske lande inkl. Kina og Japan, opstod nogle år senere.
Der var en periode med atomkrig, hvor der blev kastet nogle hundrede atombomber, primært over Europa, det vestlige Rusland og Nordamerika. Det står ikke klart, hvad der kom først – borgerkrigen, der endte med, at Partiet fik magten, sammensmeltningen af det britiske imperium og USA eller atomkrigen.
Orwell skrev under 2. verdenskrig en del artikler, hvori han gav udtryk for, at det britisk demokrati, som det havde set ud før 1939, ikke ville overleve krigen, og at spørgsmålet blot var om dets ende ville skyldes en fascistisk overtagelse fra oven eller en socialistisk revolution fra neden. (Den sidste mulighed var, hvad Orwell selv håbede på – så meget at han meldte sig ind i og deltog i det britiske hjemmeværn under hele krigen i forventning om, at værnet ville blive kernen i en revolutionær milits). Efter krigen gav Orwell åbent udtryk for sin overraskelse over, at han havde taget fejl.

### Engelsk socialisme
Det mest fyldestgørende udtryk for Orwells forudsigelser i den retning finder man essayet The Lion and the Unicorn fra 1940. Her skriver han, at "the war and the revolution are inseparable (...) the fact that we are at war has turned Socialism from a textbook word into a realisable policy". Grunden til dette var iflg. Orwell, at det forældede britiske klassesystem var en stor hindring for krigsindsatsen, og at kun et socialistisk samfund ville være i stand til at besejre Hitler. Da middelklassen også var ved at bliver klar over dette, ville den støtte revolutionen, og kun de mest reaktionære i det britiske samfund ville være imod – hvilket ville begrænse omfanget af den magtanvendelse, som de revolutionære skulle bruge for at overtage magten og beholde den.
Der ville således opstå en "engelsk socialisme", som "...will never lose touch with the tradition of compromise and the belief in a law that is above the State. It will shoot traitors, but it will give them a solemn trial beforehand and occasionally it will acquit them. It will crush any open revolt promptly and cruelly, but it will interfere very little with the spoken and written word".
Et sådan revolutionært regime, som Orwell fandt ønskeligt, og som han aktivt gik ind for i 1940, er selvfølgelig langt fra det monstrøse regime, Store Broder står i spidsen for, og som blev Orwells mareridt et par år senere. Men man kan alligevel godt se, hvordan den ene form kan perverteres til den anden (og Partiet i 1984 lader da "forrædere" få en retssag inden de bliver skudt…)
I 1940 var Orwell ganske optimistisk m.h.t. socialismens muligheder – vel at mærke i hans udgave. I 1947, da han skrev Toward European Unity, var han langt mere pessimistisk, hvilket ud over verdens generelle tilstand kan også kan skyldes hans svigtende helbred. Han så ikke længere noget håb for en socialistisk revolution i Storbritannien alene. Den eneste mulighed – og det var en meget lille mulighed – lå i, at Vesteuropa blev omdannet til en socialistisk forbundsstat. "The only region where for a large number of people the word Socialism is bound up with liberty, equality and internationalism". En sådan forbundsstat, med godt 250 millioner mennesker, kunne være en arbejdsmodel i stor målestok for "a community where people are relatively free and happy and where the main motive in life is not the pursuit of money or power".
Der var mange forudsætninger, der skulle på plads, inden dette kunne lade sig gøre. De vesteuropæiske lande skulle holde sig fri af Sovjetunionens militære indflydelse, og de skulle også holde op med at betragte Sovjetunionen som en model på socialismen. Storbritannien skulle afvikle sit imperium, da udbytningen af arbejdskraften i kolonierne var uforenelig med et socialistisk samfund. Landet skulle også fuldstændigt bryde ud af USA's interessesfære og alliere sig med de andre vesteuropæiske lande i en fælles revolution. Orwell var ikke optimistisk m.h.t. dette men skrev som konklusion: "One thing in our favour is that a major war is not likely to happen immediately" – hvilket i det mindste ville give den demokratiske socialisme lidt spillerum.
1984 blev skrevet omtrent på samme tid som Towards European Unity, og den fiktive fortid i romanen kan ses som et spejlbillede af essayet – der udbryder krig omkring 1948, og alle betingelserne for indførelsen af den demokratiske socialisme bliver netop ikke opfyldt.
Af Winstons erindringer kan man udlede følgende:
- Ved krigens udbrud oplevede Winston som barn en luftalarm, og hans forældre tog ham med til en undergrundsstation, hvor han hørte en gammel mand sige: "Vi skulle ikke have stolet på dem." Det antyder den fornemmelse af forræderi, som briterne følte efter overraskelsesangrebet. Konteksten tyder på et angreb fra Sovjetunionens side, muligvis efter en periode med politisk tilnærmelse eller fejlslagne fredsforhandlinger.

Krigens udbrud er måske kommet efter, at USA har trukket sine styrker tilbage fra Europa – en meget sandsynlig udvikling på det tidspunkt bogen blev skrevet og før oprettelsen af NATO, og også når man tænker tilbage på den amerikanske tilbagetrækning fra Europa efter 1. verdenskrig. Det kunne forklare både fornemmelsen af forræderi og Sovjetunionens held til at oversvømme Europa frem til Atlanterhavet og Mellemøsten, mens Storbritannien forblev beskyttet mod en invasion af den Engelsk Kanal – selvom landet blev udsat for kraftige bombeangreb.
Den storstilede invasion blev efterfulgt af dannelsen af Eurasien, hvor ideologien blev "neo-bolsjevisme"
Det isolerede Storbritannien holdt fast i sit imperium og blev af nødvendighed presset ind i en alliance og senere politisk sammensmeltning med USA – det kan have været på det tidspunkt, at dollaren blev den gængse valuta.
- Efter dette synes krigen i Europa at have stabiliseret sig med gensidige af luftangreb (hvor man stiltiende er blevet enige om ikke at bruge atomvåben) og til flådeblokader og ubådskrig. Kampe på landjorden er begrænset til områder uden for Europa. Faktisk forestillede Orwell sig, at krigen ville få samme forløb som 2. verdenskrig efter Frankrigs fald i 1940.

Det var en tid med store økonomiske afsavn – meget værre end de systematiserede og kontrollerede afsavn, der opleves af Oceaniens befolkning. Antagelig ødelagde atomangrebene store dele af Storbritanniens industri og forurenede landbrugsjorden (i 1984 mødes Winston og Julia udenfor London i en natur, der stadig er øde og forladt efter 30 år). Der var også nødvendigheden af at skulle udkæmpe en krig igen, uden at landet var kommet på fode igen efter 2. verdenskrig (i den virkelige verden skete dette først for Storbritannien sent i 1950'erne, og i 1948, da Orwell skrev romanen, forventede man faktisk, at det ville tage endnu længere tid).
Læg dertil Sovjetunionens/Eurasiens angreb på forsyningsruterne, der kunne ske med ubåde og fly fra kysterne i Spanien, Portugal, Frankrig og Nordafrika. (Udviklingen af de nærmest usænkelige flydende fæstninger skete muligvis senere for at sikre de atlantiske sejlruter og forsyningerne til Storbritannien/Luftbasis 1 – hvilket kan forklare sømændenes store popularitet i Partiets propaganda.)
Winstons erindringer fra denne tid er fyldt med politisk kaos og vold – set med et barns uforstående øjne. Han nævner specifikt drengemilitser i strid med hinanden, der drev rundt i gaderne iklædt skorter i ens farver (Orwell har måske tænkt på Weimar-republikkens sidste år, hvor nazister, kommunister og andre militser konstant sloges i gaderne).
Det svarer antagelig til den tid, da Partiet (som vel stadig havde et navn, da det kun var ét ud af flere) blev ledet af Jones, Aaronson og Rutherford, og da Store Broder endnu ikke var kommet til magten. (Disse tre er tydeligvis baseret på Nikolaj Bukharin, Grigory Sinovjev og Lev Kamenev, der var ledende bolsjevikker, og som blev fjernet og henrettet af Stalin).
Orwell opfattede tilsyneladende disse tre som revolutionære, der var oprigtigt oprørte over kapitalismens uretfærdigheder. Han nævner specifikt Rutherfords karikaturtegninger og hans "brutale streg" af slumkvarterer, sultende børn, gadekampe og kapitalister i høje hatte – tegninger, der "havde bidraget til at ophidse den offentlige mening før og under Revolutionen". I sidste ende sejrede de revolutionære – tilsyneladende. Hvad Orwell forgæves håbede på under 2. verdenskrig sker faktisk under 3. verdenskrig i 1950'erne – en engelsk revolution – men nu opfatter han det i stedet som begyndelsen på et mareridt.
Forskellen kan til dels forklares ved, at revolutionen finder sted under langt mere brutale forhold end dem, der rent faktisk herskede i Storbritannien under 2. verdenskrig, hvor Orwell håbede på en mild revolution. Tilstandene minder mere om det brutale Rusland i 1917. Selvom Rutherfords karikaturtegninger selvfølgelig er overdrevne for at kunne ophidse befolkningen, har det afspejlet de store afsavn og den sociale polarisering umiddelbart før revolutionen.
Under disse betingelser kunne de revolutionæres sejr sagtens være efterfulgt af udbredt gengældelse mod "profitmagere" (der var efter 2. verdenskrig udbredt modvilje mod sådanne i Storbrítannien). Den slags gengældelser, der bliver undskyldt som "beklagelige, men uundgåelige reaktioner", ville have banet det nye regimes vej mod vilkårlig brutalitet lige fra starten.
Og Orwells betingelser for at revolutionen kunne udvikle sig til den demokratiske socialisme, han beskrev i Toward European Unity, blev heller ikke opfyldt – Vesteuropa er besat og ikke i stand til at være med i revolutionen, og Storbritannien er uløseligt bundet til både USA og sit eget undertrykkende oversøiske imperium. Faktisk kunne den brutale udbytning af befolkningen i kolonierne være begyndt af det gamle regime umiddelbart efter besættelsen af Europa som et desperat forsøg på at overleve og derefter øget i stedet for mindsket af de nye revolutionære. Alt i alt blev det revolutionære regime uhjælpeligt perverteret og endte i Store Broders nådesløse tyranni.
Nogen tid efter spredte revolutionen, der begyndte i Storbritannien, sig til USA og sejrede også dér. Dette nævnes blot i forbifarten romanen, uden at læseren får detaljer eller andre informationer om situationen i den amerikanske del af Oceanien bortset fra en sidebemærkning om en Part-kongres i New York og en henvisning i Bogen: "Jøder, negre og sydamerikanere af ren indiansk afstamning findes i Partiets højeste stillinger." Det amerikanske fastland spiller ikke en større rolle i romanen end f.eks. Kina – det er blot et fjernt sted, som man ikke får noget videre at vide om.
Oceaniens senere historie er stort set bygget over Sovjetunionens historie. Oceanien i 1950'erne er Sovjetunionen i 1920'erne – en tid med borgerkrig og revolutionær uro. På samme måde er 1960'erne lig 1930'erne, hvor Stalin/Store Broder konsoliderede sin magt og knuste enhver opposition. (Stalins skueprocesser fandt sted i 1936, Store Broders i 1965.) Ved slutningen af 1960 er det lykkedes Store Broder at omdanne revolutionen til terror.
I året 1984 er befolkningen i Oceanien inddelt i tre skarpt adskilte klasser – Inderpartiet, Yderpartiet og proletarerne. Men iflg. Emmanuel Goldstein (og nok også Orwell) er det bare andre betegnelser for de klasser, der stort set altid har eksisteret i menneskehedens historie – med den lille forskel, at de nu synes endnu mere rigide og fastlåste.
På et globale plan, som det forklares i Bogen, indså de tre superstater til sidst, at en konstant hårdknude i krigen var at foretrække frem for erobring, da krigen gjorde det muligt for dem at bruge produktionsoverskuddet på krigsindsatsen i stedet for at forbedre levevilkårene for befolkningerne (en fattig befolkning er nemmere at styre end en velstående).
I 1984 har de tre stormagter overtaget det meste af kloden, men de kæmper stadig om et stort område. Området, der omfatter den nordlige halvdel af Afrika, Mellemøsten, det sydlige Indien, Indonesien og det nordlige Australien, forsyner alle tre superstater med billig arbejdskraft i form af slavearbejdere.
Superstaterne udkæmper sjældent slag på deres egne territorier – Luftbasis 1 er dog mål for Eurasiens raketbomber. Men som Julia siger, så antydes det, at det er Oceaniens egen regering, der affyrer disse for at bilde folk ind, at de er under konstant angreb fra fjenden.

### Oceaniens ministerier
Oceaniens fire ministerier har til huse i store pyramidelignende bygninger, hver på en højde af omkring 300 meter og synlige over hele London. På deres facader står Partiets tre slagord (se nedenfor).
- Ministeriet for Fred – Minipax på Nysprog – står for krigsindsatsen.

- Ministeriet for Rigdom – Minirig på Nysprog – tager sig af rationering og styrer produktionen af fødevarer og andre produkter.

- Ministeriet for Sandhed – Minisand på Nysprog – er regimets propagandaafdeling. Minisand kontrollerer al information, politisk litteratur, Partiorganisationen og teleskærmene. Winston Smith arbejder i den Historiske Afdeling i Minisand, hvor han "retter" historiske oplysninger og avisartikler, så de stemmer overens med de seneste udtalelser fra Store Broder, så alt hvad Partiet siger, er sandt.

- Ministeriet for Kærlighed – Minikær på Nysprog – er ansvarlig for identificering, overvågning, arrestation og tortur af afvigere, hvad enten de er virkelige eller imaginære. Ud fra Winstons oplevelser i hænderne på O'Brien er den grundlæggende fremgangsmåde i en længere periode at udsætte offeret for det, personen frygter mest, for på den måde at nedbryde vedkommendes mentale evner så resultatet bliver den hjernevaskedes oprigtige tilslutning til Partiet. Ministeriet for Kærlighed adskiller sig fra de andre ministerier ved, at der ikke er nogen vinduer i dens bygning.

Ministeriernes navne er ironiske – Ministeriet for Fred beskæftiger sig med krig, Ministeriet for Rigdom med udsultning, Ministeriet for Sandhed med løgn og Ministeriet for Kærlighed med tortur. Men for de mennesker i Oceanien, der accepterer propagandaen, er navnene præcise og velvalgte.

### Partiet
"Det ideal, Partiet havde opstillet, var noget kolossalt, frygteligt og strålende – en verden af stål og cement, af kæmpemaskiner og rædselsvækkende våben – en nation af krigere og fanatikere, som alle marcherede taktfast og enigt fremad, som alle tænke de samme tanker og råbte de samme slagord, som uophørligt arbejdede, kæmpede, triumferede og forfulgte deres fjender – tre hundrede millioner mennesker, der alle havde det samme ansigt. Virkeligheden bestod af snavsede byer i langsomt forfald, hvor underernærede mennesker traskede rundt i hullede sko og boede i dårligt reparerede huse fra det nittende århundrede, hvor der altid lugtede af kål og w.c. Han så et billede for sig af London, en kæmpemæssig ruinby med millioner af skraldekasser, og samtidig så han for sig Mrs. Parsons, en kvinde med rynket ansigt og tjavset hår, der stod og rodede hjælpeløst med et tilstoppet afløb."
I sin roman skabte Orwell en verden, hvor befolkningen ingen ret har til privatliv eller til private tanker. Fritiden og andre aktiviteter styres via et system af stramme regler. Seksuel nydelse er ikke velset; sex er kun beregnet til at avle børn, og kunstig befrugtning fremhæves endda som en bedre måde.
Regeringens mystiske leder er den alvidende, almægtige og elskede Store Broder, der normalt er afbildet på plakater med slagordet "STORE BRODER SER DIG". Men det er aldrig helt klart, om Store Broder rent faktisk eksisterer, eller om han blot er en fiktiv leder, som befolkningen skal rette deres kærlighed mod. Det er slet ikke utænkeligt, at konflikten mellem Store Broder og Emmanuel Goldstein i virkeligheden er en konflikt enten mellem to afdøde eller fiktive ledere, hvis virkelige formål er at personificere Partiets og dets modstandere.
Store Broders politiske modstander (som derfor er en forbryder) er den forhadte Goldstein, et partimedlem der under revolutionen var sammen med Store Broder og Partiet. Goldstein siges at være lederen af "Broderskabet", der er en stor undergrundsbevægelse, som bekæmper Partiet. Læseren får aldrig at vide, om "Broderskabet" eksisterer eller ikke, men det antydes, at Goldstein enten er fiktiv eller er blevet dræbt for længe siden. Partimedlemmer forventes at hade Goldstein, "Broderskabet" og den superstat, som Oceanien på et givet tidspunkt måtte være i krig med. Det sker under det daglige To Minutters Had.
Der er en beskrivelse af et typisk To Minutters Had i romanen, hvor tilskuerne gør grin med og råber af en film med den forhadte "brægende" Goldstein, mens denne fremfører sine angreb mod Oceaniens ledelse, med marcherende fjendtlige soldater som baggrund.
Partiets tre slagord, der ses overalt, er:
- KRIG ER FRED
- FRIHED ER SLAVERI
- UVIDENHED ER STYRKE

De er selvfølgelig enten modstridende eller det modsatte af, hvad vi normalt tror, og i 1984 er verden i en tilstand af konstant krig, ingen er fri og alle er uvidende. Slagordene analyseres i Goldsteins bog. Selvom de ikke logisk giver nogen mening, så passer slagordene faktisk til Partiets ideologi. For eksempel kan Partiet opretholde den indre ro ved konstant at føre krig; når der er frihed, bliver folk afhængige af den, og befolkningens uvidenhed er Partiets styrke. Hvis nogen – som Winston – bliver for kloge, fjernes de af frygt for oprør. Ved konstant at blive gentaget mister slagordene deres mening, og samtidig bliver de aksiomatiske. Denne form for misbrug af sproget og det bevidste selvbedrag, der skal til for at acceptere dem, kaldes dobbelttænkning.
En vigtig konsekvens af dobbelttænkning er, at Partiet kan omskrive historien, som det lyster, for "Partiet tager aldrig fejl". Det endelige mål for Partiet er iflg. O'Brien at opnå og bevare den fulde kontrol over Oceaniens befolkning. Dette opsummerer han i den måske mest foruroligende profeti i hele romanen:
"Hvis du vil danne dig et billede af fremtiden, så forestil dig en støvle, der tramper på et ansigt – for bestandigt."
"Partiet ønsker magten udelukkende for sin egen skyld. […] Vi adskiller os fra alle fortidens oligarkier, for så vidt som vi ved, hvad vi gør. Alle de andre, selv de, der lignede os, var kujoner og hyklere. Nazisterne i Tyskland og kommunisterne i Rusland anvendte metoder, der mindede meget om vore, men de havde ikke mod til at vedkende sig deres motiver. De foregav, ja, de troede måske endog på, at de kun modstræbende og for et kortere tidsrum havde grebet magten, og at der lige om hjørnet lå et jordisk paradis, hvor alle mennesker ville være fri og lige. Sådan er vi ikke. Vi ved, at ingen nogensinde griber magten med den hensigt at give slip på den igen. Magt er ikke et middel, den er et mål. Man opretter ikke et diktatur for at gennemføre en revolution; man laver revolution for at oprette et diktatur. Formålet med forfølgelse er forfølgelse. Formålet med tortur er tortur. Formålet med magt er magt."

### Dobbelttænkning
Kodeordet her er sort/hvid. Som med så mange Nysprog-ord har dette to betydninger, der er gensidigt modstridende. Hvis man bruger det om en modstander, betyder det, at vedkommende hævder, at sort er hvid, selvom kendsgerningerne tydeligt viser, at dette ikke er korrekt. Hvis man bruger det om et Parti-medlem, betyder det, at vedkommende som loyalt medlem er parat til at sige, at sort er hvid, når Parti-disciplinen kræver det. Men det betyder også evnen til at tro, at sort er hvid, og endda være overvist om at sort er hvid og glemme, at man nogensinde har ment noget andet. Dette kræver en kontinuert ændring af fortiden, som er mulig vha. dobbelttænkning.

### Politisk geografi
Verden styres af tre stort set ens totalitære superstater, der er i evig krig med hinanden:
- Oceanien (ideologi: Engsoc eller Engelsk Socialisme)
- Eurasien (ideologi: Neo-Bolsjevisme)
- Østasien (ideologi: Selvudslettelse, sædvanligvis kaldt "Dødekult")

Oceanien omfatter hvad der i 1940'erne (hvor romanen blev skrevet) var Storbritannien, Irland, Australien, Polynesien og det amerikanske fastland. Østasien svarer til Kina, Japan, Korea og det nordlige Indien. Eurasien dækker Sovjetunionen og det europæiske kontinent.
At Storbritannien er en del af Oceanien og ikke Eurasien kaldes i romanen en historisk anomali. Nordafrika, Mellemøsten, det sydlige Indien og Sydøstasien er omstridte områder, der bruges som slagmark, og som er der hvor de tre superstater henter slaver. Goldsteins bog forklarer, at de tre superstaters ideologier er ens, men at det er vigtigt, at befolkningerne ikke er klar over dette. Folk skal tro, at de andre to ideologier er afskyelige. London, hvor romanen foregår, er hovedstanden i Luftbasis 1, en provins i Oceanien og det tidligere Storbritannien.

### Krigen
I 1984 er de tre superstater i evig krig med hinanden, de to mod den tredje. Men som Goldsteins bog forklarer, er hver superstat så stærk, at den ikke kan besejres, heller ikke af de to andres samlede styrker. De allierede superstater bryder nu og da med hinanden, og der dannes nye alliancer. Hver gang dette sker, omskrives historien for at overbevise folk om, at den nye alliance altid har eksisteret – dette kræver selvfølgelig dobbelttænkning. Selve krigen finder ikke sted i de tre superstater; kampene foregår i de omstridte territorier, der strækker sig fra Marokko til Australien og også de ubeboede arktiske områder.
I hele første halvdel af roman er Oceanien allieret med Østasien, og Oceaniens styrker kæmper mod Eurasiens tropper i Nordafrika. Midtvejs i romanen opstår der en ny alliance med Eurasien, og Oceanien begynder at kæmpe mod de østasiatiske styrker i Indien. Under "Hadets Uge", hvor der er ekstrem fokus på ondskaben hos Oceaniens fjender for at opildne befolkningen til patriotisme og støtte til Partiet, bliver Oceanien og Eurasien pludselig fjender igen. Befolkningen lægger overhovedet ikke mærke til ændringen, og da en taler midt i en sætning ændrer fjenden fra Østasien til Eurasien (uden at lade sig mærke med, at noget er forandret), bliver folk chokerede over at se, at alle flag og bannere er forkerte, og de skyder skylden på Goldstein og "Broderskabet" og river dem bogstaveligt ned.
Bogen, som Winston og Julia får fat i, forklarer, at krigen ikke kan vindes, og at dens eneste formål er at forbruge resultaterne af menneskets arbejde, så superstaterne ikke kan give sine befolkninger en ens (og høj) levestandard. Bogen beskriver også Oceaniens oprindelige plan om at angribe fjendes byer med atomvåben inden en invasion, men planens afvises hurtigt som både uladsiggørlig og imod krigens formål.
Selvom der iflg. Goldsteins bog blev kastet hundredvis af atombomber i 1950'erne, anvender de tre superstater ikke længere atomvåben, da de ødelægger magtbalancen. Den konventionelle militære teknologi er stort set den samme, som blev anvendt under 2. verdenskrig. Enkelte fremskridt er der dog sket, såsom at bombefly er blevet erstattet af "raketbomber" og krigsskibe af "flydende fæstninger". Da formålet med krigen er at ødelægge produkter og således holde arbejderne beskæftigede, bruges den forældede og ressourcekrævende teknologi bevidst, så den nytteløse krig kan fortsætte i det uendelige.
Goldsteins bog antyder, at der måske slet ikke er nogen krig. Det eneste man ved om verden uden for Oceanien er, hvad man får at vide via Oceaniens medier, der jo har en tendens til at overdrive og endda opfinde "kendsgerninger". Goldsteins bog antyder, at de tre superstater slet ikke er i krig med hinanden, og da Oceaniens medier kommer med fuldstændigt utroværdige rapporter om usandsynligt lange militære kampagner og sejre (inkl. en latterlig stor kampagne i Sahara), er krigen muligvis en stor løgn. Men som med så meget andet i romanen bliver dette hverken be- eller afkræftet. Faktisk er det muligt, at de to andre superstater er fiktive, og at hele verden kontrolleres af én magt,

### Levestandard
I 1984 lever befolkningen i Luftbasis 1 i den yderste elendighed og fattigdom. Sult, sygdomme og snavs er normen. Som et resultat af borgerkrig, atomkrig og eurasiske raketbomber ligger byområderne hen i ruiner. Når han går rundt i London, er Winston omgivet af murbrokker, forfald og ødelagte bygninger.
Bortset fra de kæmpestore bombesikrede ministerier er der tilsyneladende ikke blevet gjort noget for at genopbygge London, og det må antages, at alle andre byer i Luftbasis 1 er i samme elendige stand. Befolkningens levestandard er i almindelighed lav – der er mangel på alt, og de varer, man kan få, er af en elendig kvalitet. Partiet hævder, at dette skyldes de enorme ofre, der er nødvendige for krigsindsatsen. Partiet har til dels ret, da krigens formål er at forbruge ressourcer og dermed holde befolkningen økonomisk nede.
Inderpartiet, øverst i Oceaniens samfundsmæssige hierarki, har den højeste levestandard. O'Brien, som er medlem af Inderpartiet, bor i en relativ ren og komfortabel lejlighed og har adgang til fødevarer af en vis kvalitet, f.eks. vin, kaffe og sukker – som resten af befolkningen ikke har adgang til. Medlemmer af Inderpartiet har tilsyneladende også tjenestefolk – slavearbejdere fra de omstridte områder.
Selvom Inderpartiet har en høj levestandard, pointeres det i Goldsteins bog, at det slet ikke står mål med den levestandard, eliten havde før revolutionen. Proletarerne, som Partiet opfatter som dyr, bor i elendighed og fattigdom. De holdes ned vha. billig øl, pornografi og det nationale lotteri, men dette kan ikke skjule, at de frister en kummerlig og farlig tilværelse – f.eks. er proletarernes områder i byerne befængte med sygdom og skadedyr.
Men proletarerne er udsat for meget mindre overvågning og kontrol end Parti-medlemmer, og de proletarer, som Winston Smith møder på gaden og i pubberne, minder meget om den engelske arbejderklasse på Orwells tid. De proletariske forbrydere, som Winston møder i sit fangenskab, virker meget mindre undertrykte og skræmte end de intellektuelle "politiske" fanger.
Som det forklares i Goldsteins bog skyldes dette den sociale teori, som Partiet hylder – og som tilsyneladende virker inden for romanens rammer – nemlig at revolutioner altid startes af middelklassen, og at underklassen aldrig starter en revolution af sig selv. Og hvis middelklassen er så stramt styret, at regimet kan kontrollere alle tanker og aspekter af middelklassens daglige tilværelse, kan underklassen overlades til sig selv, da den jo ikke udgør nogen trussel.

## Emner i1984

### Nationalisme
1984 er en uddybning af de emner, som Orwell kom ind på i sit essay fra 1945, Notes on Nationalism. Her giver Orwell udtryk for sin frustration over, at der ikke findes et ordforråd, der kan bruges til at forklare nogle af de nye fænomener, han mente lå bag visse kræfter. Han forsøger at tage stilling til disse i 1984 med Nysprog.
Det fiktive samfund, som læseren ikke har forudfattede ideer om, blev Orwells måde at vise, at nedenstående eksempler er forskellige udtryk for de samme kræfter, selvom de ikke er ideologisk kompatible.

#### Positiv nationalisme
Dette fremgår tydeligt af romanen i Oceaniens evige kærlighed til Store Broder, hvis fysiske eksistens er tvivlsom. Orwell nævner keltisk nationalisme, neo-konservatisme og zionisme som eksempler på positiv nationalisme.

#### Negativ nationalisme
Dette fremgår af 1984 i Oceaniens evige had til Goldstein, som man i øvrigt ikke ved om er i live. Orwell nævner stalinisme, anti-semitisme og anglofobi som eksempler på negative nationalisme.

#### Overført nationalisme
I 1984 er der en taler, der midt i en sætning ændrer Oceaniens fjende, og tilhørerne overfører med det samme deres had til den nye fjende. Orwell nævner kommunisme, politisk katolicisme, pacifisme, samt følelser i forb. med klasse og hudfarve som eksempler på overført nationalisme.

### Seksuel undertrykkelse
Partiet påtvinger medlemmerne sin anti-erotiske holdning, da seksuelle forhold kan mindske loyaliteten mod Partiet. I romanen kalder Julia Partiets fanatisme for "forkvaklet kønsdrift". Orwell antog, at den mentale energi, der skulle bruges på at tilbede partiet, krævede en undertrykkelse af vigtige instinkter, f.eks. det seksuelle instinkt.

### Fremtiden
Der er ikke klart, i hvilken grad Orwell opfattede sin roman som profetisk. Han beskrev, hvad han mente ville blive fremtiden for England i sit essay England, Your England.
"The intellectuals who hope to see it Russianised or Germanised will be disappointed. The gentleness, the hypocrisy, the thoughtlessness, the reverence for law and the hatred of uniforms will remain, along with the suet puddings and the misty skies. It needs some very great disaster, such as prolonged subjugation by a foreign enemy, to destroy a national culture. The Stock Exchange will be pulled down, the horse plough will give way to the tractor, the country houses will be turned into children's holiday camps, the Eton and Harrow match will be forgotten, but England will still be England, an everlasting animal stretching into the future and the past, and, like all living things, having the power to change out of recognition and yet remain the same."
Dette står i skarp kontrast til O'Briens forudsigelser:
"Der vil ikke mere være videbegærlighed, ikke mere livsglæde. Alle de gamle former for glæde og nydelse vil være afskaffet. Men – og glem ikke det, Winston – der vil altid være magtens sødme, og den vil stadig blive større og mere raffineret. Og der vil altid være sejrsrusen, nydelsen ved at trampe på en hjælpeløs fjende. Hvis du vil danne dig et billede af fremtiden, så forestil dig en støvle, der tramper på et menneskeansigt – for bestandigt."

## Kulturel indflydelse
1984 har haft en overraskende stor indflydelse på engelsk og andre sprog. Mange af romanens begreber, som f.eks. Store Broder, værelse 101, tankepoliti, dobbelttænkning og Nysprog, er blevet en del af vores daglige sprog, når vi skal beskrive totalitær autoritet eller opførsel. Tillægsordet "orwellsk" bruges ofte til at beskrive træk i verden, der minder om romanen.